# Fényes paradicsommadár
A fényes paradicsommadár (Manucodia ater) a madarak osztályának verébalakúak (Passeriformes) rendjébe és a paradicsommadár-félék (Paradisaeidae) családjába tartozó faj.

## Előfordulása
Új-Guinea szigetén, Indonézia és Pápua Új-Guinea területén honos.

## Alfajai
- Manucodia atra alter
- Manucodia atra atra
- Manucodia atra subalter

## Megjelenése
Testhossza 42 centiméter. A szeme piros, a csőre fekete, a farktolla hosszú. A hím és a tojó között nincs sok különbség.